# تشيمالتنانغو
تشيمالتنانغو (بالإنجليزية: Chimaltenango)‏ هي، تتبع إدارة تشيمالتينانغو، هي عاصمة إدارة تشيمالتينانغو، بلغ عدد سكانها 43900 نسمة، تبلغ مساحتها 212 كيلومتر مربع، رمزها البريدي هو 04001.

## الموقع
تشترك في الحدود مع:
- Zaragoza, Chimaltenango [الإنجليزية]‏
- El Tejar, Chimaltenango [الإنجليزية]‏
- San Martín Jilotepeque [الإنجليزية]‏
- San Andrés Itzapa [الإنجليزية]‏
- Parramos [الإنجليزية]‏.

## المناخ
يظهر الجدول التالي التغييرات المناخية على مدار السنة لتشيمالتنانغو:
| البيانات المناخية لـتشيمالتنانغو  | البيانات المناخية لـتشيمالتنانغو | البيانات المناخية لـتشيمالتنانغو | البيانات المناخية لـتشيمالتنانغو | البيانات المناخية لـتشيمالتنانغو | البيانات المناخية لـتشيمالتنانغو | البيانات المناخية لـتشيمالتنانغو | البيانات المناخية لـتشيمالتنانغو | البيانات المناخية لـتشيمالتنانغو | البيانات المناخية لـتشيمالتنانغو | البيانات المناخية لـتشيمالتنانغو | البيانات المناخية لـتشيمالتنانغو | البيانات المناخية لـتشيمالتنانغو | البيانات المناخية لـتشيمالتنانغو |
| الشهر                             | يناير                            | فبراير                           | مارس                             | أبريل                            | مايو                             | يونيو                            | يوليو                            | أغسطس                            | سبتمبر                           | أكتوبر                           | نوفمبر                           | ديسمبر                           | المعدل السنوي                    |
| --------------------------------- | -------------------------------- | -------------------------------- | -------------------------------- | -------------------------------- | -------------------------------- | -------------------------------- | -------------------------------- | -------------------------------- | -------------------------------- | -------------------------------- | -------------------------------- | -------------------------------- | -------------------------------- |
| متوسط درجة الحرارة الكبرى °م (°ف) | 22.0 (71.6)                      | 22.9 (73.2)                      | 24.7 (76.5)                      | 25.1 (77.2)                      | 24.9 (76.8)                      | 23.1 (73.6)                      | 23.3 (73.9)                      | 23.7 (74.7)                      | 23.0 (73.4)                      | 22.2 (72.0)                      | 22.3 (72.1)                      | 22.1 (71.8)                      | 23.3 (73.9)                      |
| المتوسط اليومي °م (°ف)            | 15.6 (60.1)                      | 16.3 (61.3)                      | 17.7 (63.9)                      | 18.8 (65.8)                      | 19.1 (66.4)                      | 18.5 (65.3)                      | 18.3 (64.9)                      | 18.4 (65.1)                      | 18.1 (64.6)                      | 17.4 (63.3)                      | 16.7 (62.1)                      | 15.9 (60.6)                      | 17.6 (63.6)                      |
| متوسط درجة الحرارة الصغرى °م (°ف) | 9.3 (48.7)                       | 9.7 (49.5)                       | 10.7 (51.3)                      | 12.6 (54.7)                      | 13.4 (56.1)                      | 14.0 (57.2)                      | 13.4 (56.1)                      | 13.1 (55.6)                      | 13.3 (55.9)                      | 12.6 (54.7)                      | 11.2 (52.2)                      | 9.7 (49.5)                       | 11.9 (53.5)                      |
| الهطول مم (إنش)                   | 3 (0.1)                          | 4 (0.2)                          | 4 (0.2)                          | 37 (1.5)                         | 106 (4.2)                        | 259 (10.2)                       | 186 (7.3)                        | 178 (7.0)                        | 242 (9.5)                        | 125 (4.9)                        | 32 (1.3)                         | 7 (0.3)                          | 1٬183 (46.7)                     |
| المصدر: Climate-Data.org          |                                  |                                  |                                  |                                  |                                  |                                  |                                  |                                  |                                  |                                  |                                  |                                  |                                  |